# Emine Sevgi Özdamar
Emine Sevgi Özdamar (Malatya, Turquia, 10 d'agost de 1946) és una escriptora, actriu i directora de teatre turcoalemanya.
Özdamar va néixer l'any 1946 a la ciutat turca de Malatya, i l'any 1965 es traslladà a Berlín. Després d'una estada de tres anys de nou a Istambul, entre 1967 i 1970, durant els quals es formà en la llengua alemanya i en la interpretació teatral, s'instal·là definitivament a Berlín.
Escriu, actua i dirigeix, i ha obtingut un gran reconeixement per la seva obra. Özdamar ha escrit obres de teatre, novel·les i narracions breus i és una de les més conegudes autores turco-alemanyes. Amant de la poesia, la seva obra ha tingut una forta inspiració dels treballs de Heinrich Heine. També va trobar inspiració en l'obra de Berthold Brecht, especialment d'un àlbum amb les seves cançons que va comprar a Berlín als anys 60. Més endavant va decidir estudiar a Berlín, localitat on resideix, i seguidament passà a treballar com a ajudant de direcció al teatre Volksbühne, sota la direcció de Benno Besson, deixeble de Brecht. Entre 1979 i 1984 treballà a la Schauspielhaus, de la ciutat de Bochum, un dels teatres més grans i notables d'Alemanya.

## Premis
Özdamar ha rebut diversos premis per les seves obres.
- Ingeborg Bachmann Prize (1991)
- Walter-Hasenclever-Preis (1993)
- New-York Scholarship des Literaturfonds Darmstadt (1995)
- Adelbert-von-Chamisso-Preis (1999)
- Künstlerinnenpreis des Landes NRW (2001)
- Stadtschreiberin von Bergen-Enkheim (2003)
- Kleist Prize (2004)
- Ingrés a l'Acadèmia alemanya de llengua i poesia de Darmstadt (2007)
- Premi Fontane (2009)
- Medalla Carl Zuckmayer (2010)
- Premi de poesia Alice Salomon (2012)
- Càtedra DAAD per a poètica contemporània a la Universitat de Nova York (2014)
- Catedràtic convidat a Hamburg per a poètica intercultural (2014)
- Ingrés a l'Acadèmia de les Arts de Berlín (2017)

## Obra
- Karagöz in Alemania, (Play, 1982).
- Mutterzunge (Short Stories, 1990, ISBN 3-88022-106-5)
- Keleoğlan in Alamania, (Play, 1991)
- Das Leben ist eine Karawanserei hat zwei Türen aus einer kam ich rein aus der anderen ging ich raus (Novel, 1992, ISBN 3-462-02319-5).(La vida és un caravanserrall. Té dues portes. Per una vaig entrar. Per l'altra vaig sortir, Proa, 2003).
- Die Brücke vom Goldenen Horn (Novel, 1998, ISBN 3-7632-4802-1).(El pont del Corn d'Or, Proa, 2000).
- Der Hof im Spiegel (Short Stories, 2001, ISBN 3-462-03001-9).
- Seltsame Sterne starren zur Erde. (Novel, 2003, ISBN 3-462-03212-7).

## Obra en català
- La vida és un caravanserrall, Ed. Proa
- El pont del Corn d'or, Ed. Proa[2][3]